# Матильда София Эттинген-Эттингенская
Матильда София Эттинген-Эттингенская и Эттинген-Шпильбергская (нем. Mathilde Sophie zu Oettingen-Oettingen und Oettingen-Spielberg; 9 февраля 1816, Эттинген, Швабия — 20 января 1886, Мерано) — немецкая принцесса из дома Эттингенов, в замужестве — княгиня Турн-и-Таксис.

## Биография
Матильда София — старшая дочь и второй ребёнок в семье принца Алоиса III Эттинген-Эттингенского и Эттинген-Шпильбергского и его супруги принцессы Амалии Августы Вредской.
24 января 1839 года в Эттингене Матильда София вышла замуж за 
Максимилиана Карла Турн-и-Таксиса, сына князя Карла Александра Турн-и-Таксиса и герцогини Терезы Мекленбургской. Для её мужа это был второй брак.

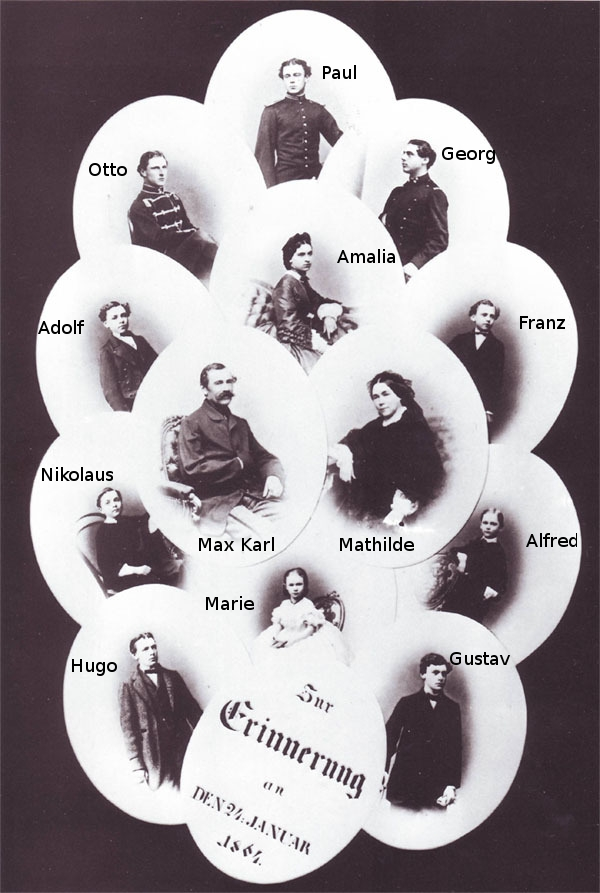
Матильда София Эттинген-Эттингенская в окружении семьи (1864)

## Семья
В браке с князем Максимилианом Карлом родились:
- Отто (1840—1878), женат на Марии де Фонтелив-Вернье (1842—1879)
- Георг (1841—1874), женат на Анне Фрювирт (1841—1884)
- Пауль (1843—1879), женат на Элизе Крейцер
- Амалия (1844—1867), замужем за Отто фон Рехбергом (1833—1918)
- Гуго (1845—1873)
- Густав (1848—1914), женат на Каролине Турн-и-Таксис (1846—1931)
- Адольф (1850—1890), женат на Франциске Гримо Орсе (1857—1919)
- Франц (1852—1897), женат на Терезии Гримо Орсе (1861—1947)
- Николай (1853—1874)
- Альфред (1856—1886)
- Мария Георгина (1857—1909), замужем за Вильгельмом фон Вальдбург-Цейлем (1835—1906)